# Gongylidium gebhardti
Gongylidium gebhardti là một loài nhện trong họ Linyphiidae.
Loài này thuộc chi Gongylidium. Gongylidium gebhardti được Gábor von Kolosváry miêu tả năm 1934.